# Heilige Geestkerk (Košice)
De Ziekenhuiskerk van de Heilige Geest is het oudst bekende gebouw in het district Košice-Juh (Košice-Zuid) van de stad Košice (Slowakije).

## Ligging
De kerk staat aan het begin van « Južná trieda » (Zuidlaan), in de onmiddellijke omgeving van het historische stadscentrum « Staré Mesto » (vertaald: Oude Stad).

## Geschiedenis
De barokke kerk werd gebouwd tussen 1730 en 1733. Ze groeide buiten de wallen van de oude stad, op de plaats van - en samen met het voormalige armenhuis.
Door zijn ligging buiten de stadsmuren was dit diaconiehuis niet beschermd tegen de aanvallen van vijandelijke legers. In de loop van de tijd liep het aanzienlijke beschadigingen op, met als gevolg dat het bij het begin van de 18e eeuw werd gesloopt.
Tegenover het complex stond eertijds een herberg die genoemd werd in verband met het bezoek van keizer Jozef II aan Košice in 1770.
Het thans bestaande bezienswaardige kerkgebouw met aansluitende lokalen, is betrekkelijk klein en biedt plaats aan maximaal 200 personen.
Momenteel is in het pand een bejaardentehuis gevestigd.

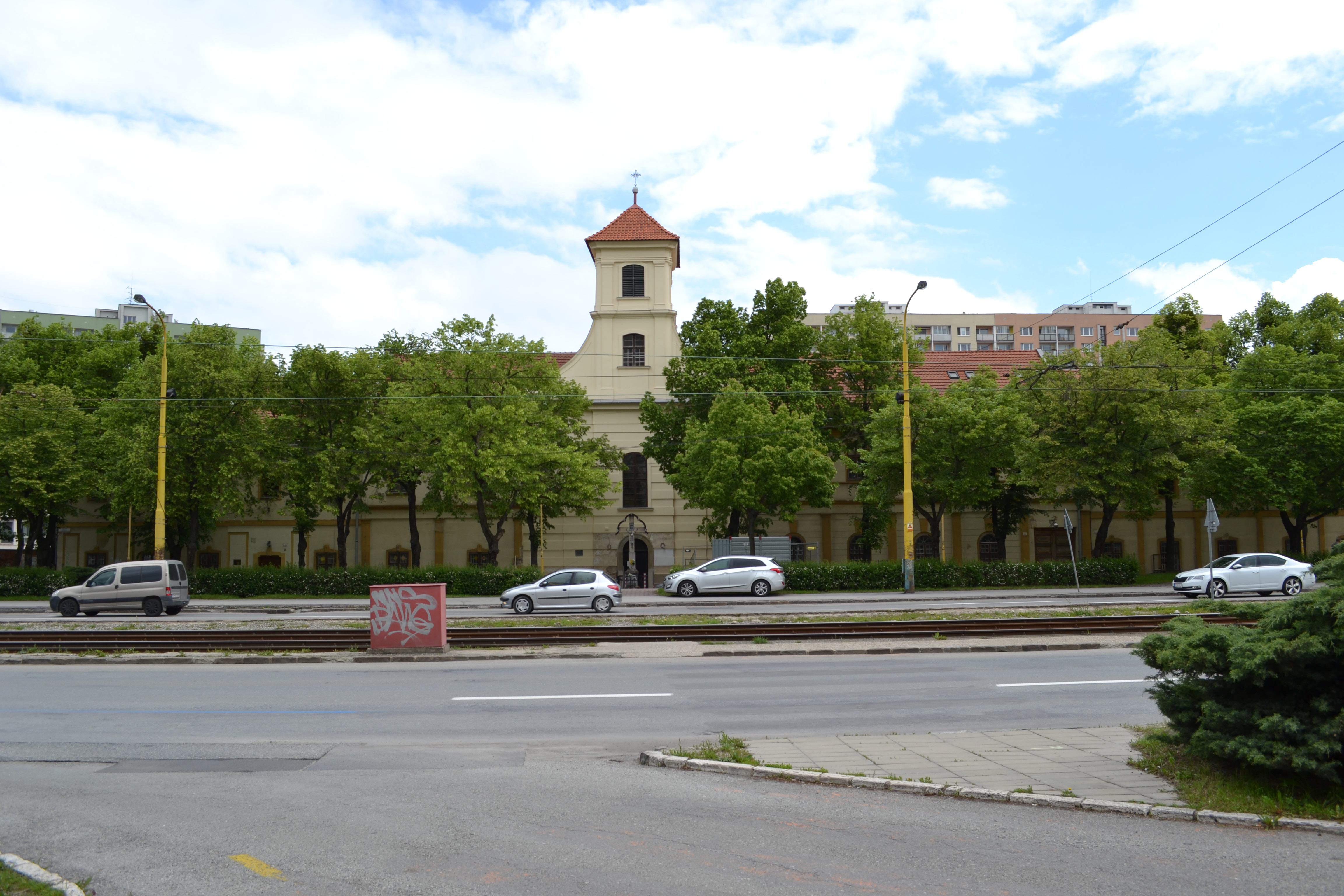
Ziekenhuiskerk van de Heilige Geest.

## Interieur
Het gewelf van de kerk is zeer bezienswaardig: het toont een plafondschildering waarop een zicht op de stad is afgebeeld, aan het begin van de 18e eeuw, omgeven door haar hoge muren.
Aan het hoofdaltaar ziet men een schilderij gemaakt door J. Mathauser in 1894.